# Joe Simon (musicus)
Joe Simon (Simmesport (Louisiana), 7 september 1936 – Chicago, 13 december 2021) was een Amerikaanse soul- en r&b-zanger. Hij geldt als een van de belangrijkste vertegenwoordigers van de Southern Soul. Hij begon als gospelartiest en zong bij de Golden West Singers in de Bay Area in Californië. Simon was tussen 1964 en 1981 consistent aanwezig in de Amerikaanse hitlijsten en scoorde tussen 1964 en 1981 51 Amerikaanse pop- en r&b-hits, waaronder acht keer in de Amerikaanse top 40, achtendertig keer in de top 40 van de Amerikaanse r&b-hitlijsten en 13 keer in Canadese hitlijst. Zijn grootste hits waren drie nummer één vermeldingen in de Amerikaanse Billboard r&b-hitlijst: The Chokin' Kind (1969), Power of Love (1972) en Get Down, Get Down (Get on the Floor) (1975). In 2021 was hij een van de 60 genomineerden voor de National Rhythm & Blues Hall of Fame.

## Carrière
Net als veel andere Afro-Amerikaanse artiesten uit die tijd, begon Simon te zingen in de baptistenkerk van zijn vader. Hij zette zijn vocale capaciteiten fulltime voort toen het gezin eind jaren 1950 naar Richmond (in de buurt van Oakland (Californië)) verhuisde. Daar sloot Simon zich aan bij de Golden West Gospel Singers en werd hij beïnvloed door Sam Cooke en Arthur Prysock. Hiermee besloot de groep seculair te worden en nam Little Island Girl op als The Golden Tones in 1959.
Hush Records-eigenaren Gary en Carla Thompson spoorden Simon aan om alleen op te nemen en in 1964 scoorde Simon een kleine hit bij Vee-Jay Records met My Adorable One. Simon scoorde opnieuw in 1965 bij het in Chicago gevestigde label met Let's Do It Over, dat zich plaatste op een nummer 13-positie in de Amerikaanse Billboard r&b-hitlijst. Vee-Jay Records stopte echter kort na het uitbrengen van het laatste nummer en Simon bereisde het hele land om te zingen.
Simon trok in die tijd de aandacht van r&b-diskjockey John Richbourg uit Nashville en Richbourg werd niet alleen Simons manager/platenproducent, maar bracht in 1966 de zanger ook naar Monument Records' dochteronderneming Sound Stage 7. Dat jaar bracht Simon Teenager's Prayer uit, die piekte op nummer 11 in de r&b-hitlijst van Billboard. Binnen de volgende twee jaar bracht Simon een reeks hits uit: (You Keep Me) Hanging On, The Chokin' Kind (Billboard Hot 100 #13), Farther on Down The Road en Yours Love. The Chokin' Kind is geschreven door Harlan Howard, stond 12 weken in de hitparade en had op 16 juni 1969 een miljoen exemplaren verkocht. Bovendien kreeg Simon in 1970 een Grammy Award voor «Best Male R&B Vocal Performance».
In 1969 bereikte zijn compositie My Special Prayer, die een kleine hit in de Verenigde Staten was geweest voor hemzelf en voor Percy Sledge, de eerste plaats in de Nederlandse Top 40 in Sledge's versie, en bracht 32 weken door in de hitlijst in twee afzonderlijke reeksen.
Onder aanmoediging van Richbourg verhuisde Simon in 1970 naar het door Polydor gedistribueerde Spring Records, dat Simon koppelde aan Kenny Gamble en Leon Huff. Het team scoorde een #3 r&b-hit in 1971 met Drowning in the Sea of Love en een #1 r&b-hit in de zomer van 1972 met Power of Love. Beide nummers bereikten # 11 in de Billboard Hot 100. Drowning in the Sea of Love verkocht meer dan 1,5 miljoen exemplaren en de RIAA bekroonde dit op 6 januari 1972 met een gouden schijf. Power of Love, geschreven door Gamble, Huff en Simon was Simons derde miljoenenseller en de R.I.A.A. bekroonde deze ook met een gouden schijf op 29 augustus 1972.
Simon bleef r&b-hits uitbrengen met Pool of Bad Luck, Trouble in My Home, Step By Step (zijn enige Britse succes), I Need You, You Need Me, Music in My Bones, Carry Me en Get Down, Get Down (Get on the Floor) uit 1975, waarmee Simon zijn derde #1 r&b-hit en ook een #8 Hot 100-hit kreeg. Het succes van Simon breidde zich uit met het schrijven/produceren van het themalied voor de film Cleopatra Jones in 1973.
Eind jaren 1970/begin jaren 1980 besloot Simon zijn tenor/bas-baritonstem uit de seculiere muziekwereld terug te trekken en deze en andere delen van zijn leven aan het christendom te wijden. Simon begon als evangelist te prediken in Flossmoor, Illinois. In 1983 produceerde hij het album Lay My Burden Down voor de voormalige tweede leadzangeres Jackie Verdell van The Davis Sisters. Simon keerde in 1985 kort terug naar seculiere muziek voor zijn album Mr. Right, hoewel geen van de singles in de hitlijsten kwam. Eind jaren 1990 bracht hij het gospelalbum This Story Must Be Told uit.
In 1999 werd Simon door de Rhythm and Blues Foundation gehonoreerd met een Pioneer Award. Joss Stone coverde The Chokin' Kind op haar album The Soul Sessions uit 2003.
Simon liet een aantal van zijn nummers samplen door andere artiesten, waaronder OutKast, die Before the Night is Over samplede in hun hit So Fresh, So Clean en Lil' Kim, die Simons It Be's That Way Sometimes samplede in Magic Stick met 50 Cent. Memphis Bleek samplede Simons Trace Your Love voor het nummer Alright op zijn album 534 uit 2005.

## Overlijden
Joe Simon overleed in december 2021 op 85-jarige leeftijd.

## Discografie

### Singles
- 1960: It's a Miracle
- 1961: Call My Name
- 1961: I See Your Face
- 1961: It's All Over
- 1962: I Keep Remembering
- 1963: Just Like Yesterday
- 1964: Say (That Your Love Is True)
- 1964: My Adorable One
- 1965: When I'm Gone
- 1965: Let's Do It Over
- 1966: Too Many Teardrops
- 1966: Teenager's Prayer
- 1967: My Special Prayer
- 1967: Nine Pound Steel
- 1967: Put Your Trust in Me (Depend on Me)
- 1968: (You Keep Me) Hangin' On
- 1968: I Worry About You (B-kant van Message from Maria)
- 1968: Looking Back (origineel: Nat King Cole, 1958)
- 1968: Message from Maria
- 1968: No Sad Songs
- 1969: Baby, Don't Be Looking in My Mind (origineel: Waylon Jennings, 1966)
- 1969: San Francisco Is a Lonely Town
- 1969: The Chokin' Kind (origineel: Waylon Jennings, 1967)
- 1970: Farther On Down the Road (origineel: Taj Mahal, 1969)
- 1970: It's Hard to Get Along (B-kant van San Francisco Is a Lonely Town)
- 1970: Moon Walk Part 1
- 1970: That's the Way I Want Our Love (origineel: Flame & the Lovelights, 1968)
- 1970: Your Time to Cry
- 1970: Yours Love (origineel: Waylon Jennings, 1968)
- 1971: All My Hard Times (B-kant van Georgia Blue, origineel: The Tams, 1967)
- 1971: Drowning in the Sea of Love
- 1971: Georgia Blue
- 1971: Help Me Make It Through the Night (origineel: Kris Kristofferson, 1970)
- 1971: To Lay Down Beside You (B-kant van Help Me Make It Through the Night)
- 1971: You're the One for Me
- 1972: I Found My Dad (B-kant van Trouble in My Home)
- 1972: Misty Blue (origineel: Wilma Burgess, 1966)
- 1972: Pool of Bad Luck
- 1972: Power of Love
- 1972: Trouble in My Home
- 1973: River (origineel: Universal Jones, 1972)
- 1973: Step by Step
- 1973: Theme from Cleopatra Jones (feat. The Mainstreeters) van de soundtrack van de film Cleopatra Jones
- 1974: Carry Me (origineel: Mel & Tim, 1972)
- 1974: Someone to Lean On
- 1974: The Best Time of My Life
- 1974: Who's Julie
- 1975: Get Down, Get Down (Get on the Floor)
- 1975: Music in My Bones
- 1976: Come Get to This
- 1976: Easy to Love
- 1976: Funny How Time Slips Away
- 1976: I Need You, You Need Me
- 1977: One Step at a Time
- 1977: You Didn't Have to Play No Games
- 1978: For Your Love, Love, Love
- 1978: I. O. U.
- 1978: Love Vibration
- 1979: Going Through These Changes
- 1979: I Wanna Taste Your Love
- 1980: Baby, When Love Is in Your Heart (It's in Your Eyes)
- 1980: Glad You Came My Way
- 1980: Hooked on Disco Music
- 1981: Are We Breaking Up
- 1981: Magnolia
- 1981: You Give Life to Me (met Clare Bathe)
- 1982: Alone at Last
- 1982: Go Sam
- 1982: Hangin' On
- 1982: It's Be's That Way Sometime

### Albums
- 1966: Simon Pure Soul
- 1968: No Sad Songs
- 1969: … Better Than Ever
- 1969: Simon Sings
- 1969: The Chokin’ Kind
- 1971: The Sounds of Simon
- 1972: Drowning in the Sea of Love
- 1973: Cleopatra Jones (soundtrack uit de film Cleopatra Jones)
- 1973: Simon Country
- 1973: The Power of Joe Simon
- 1974: Mood, Heart and Soul
- 1975: Get Down
- 1976: Today
- 1977: A Bad Case of Love
- 1977: Easy to Love
- 1979: Happy Birthday, Baby
- 1979: Love Vibrations
- 1981: Glad You Came My Way
- 1985: Mr. Right
- 1988: Simon Preaches Prayer
- 1998: The Story Must Be Told
- 2007: Time to Change

### Compilaties
- 1969: Joe Simon
- 1972: Joe Simon's Greatest Hits
- 1973: The Best of Joe Simon
- 1976: The World of Joe Simon
- 1977: The Best of Joe Simon
- 1982: By Popular Deman … Joe Simon's Greatest Hits
- 1985: By Popular Deman … Joe Simon's Greatest Hits Volume 2
- 1988: Lookin' Back
- 1992: The Chokin' Kind Golden Classics
- 1996: My Adorable One
- 1997: Greatest Hits: The Spring Years 1970–1977
- 1997: Music in My Bones: The Best of Joe Simon
- 2001: Monument of Soul
- 2009: Soul for the Dancefloor

- Biblioteca Nacional de España: XX1122690
- Bibliothèque nationale de France: cb13983238r (data)
- Gemeinsame Normdatei: 135146127
- International Standard Name Identifier: 0000 0001 2028 8222
- Library of Congress Control Number: n95022775
- MusicBrainz: b7635355-a40d-4b08-b441-71aa91017bfd
- Virtual International Authority File: 76509257
- WorldCat: E39PBJm4Yf6gBjmC978RKm8XBP